# Harpo's Music
Harpo's Music, anche conosciuta come Harpo's Bazaar, è stata una casa discografica italiana indipendente bolognese,attiva durante la seconda metà degli anni settanta soprattutto nell'ambito della produzione di musicassette. Successivamente la Harpo's Music si sviluppò nella Italian Records, lasciando attivo il solo studio di registrazione Harpo's Studio nel quale vennero prodotti alcuni importanti dischi della New wave italiana e della Italodisco.

## Storia

### 1977: La nascita dell'Harpo's Studio e di Harpo's Music
Nel 1977 Cialdo Capelli e Oderso Rubini, dopo essersi conosciuti durante il Corso di Musica Elettronica del M° Gianfelice Fugazza presso il Conservatorio Giovanni Battista Martini di Bologna decidono di organizzare un piccolo studio di registrazione.
Al fine di filmare il convegno contro la repressione del 1977, Capelli assieme ad un gruppo di suoi coinquilini, studenti del DAMS, affittarono un furgone con il volto del celebre attore comico statunitense Harpo Marx. Fu quello il momento in cui i due, assieme alle allieve di Gianni Celati Anna Persiani e Lella Leporati decisero di costituire una cooperativa che si occupasse di musica, cinema e grafica. Nacque così il nome Harpo's Bazar ed i suoi derivati Harpo's Music ed Harpo's Studio con cui il gruppo lavorò negli anni successivi. Inizialmente il Bazaar era rivolto soprattutto all'audiovisivo e tra le prime pubblicazioni audio vi erano due cassette sugli ultimi giorni di Radio Alice uscite a marchio Humpty Dumpty. Aiutati da Gianni Gitti, dopo un primo periodo in cui la cooperativa si occupò di lavori per conto terzi, anche grazie all'incredibile fermento che animava la Bologna di quegli anni, uscirono le prime produzioni della Harpo's Bazar, ad opera di artisti come Confusional Quartet, Windopen, Gaznevada, Luti Chroma, Sorella Maldestra.
Con la cassetta degli Skiantos, Inascoltable, la Harpo's Bazar entra in contatto con la scena milanese (Kaos Rock, Candeggina Gang del Centro sociale S. Marta) e con Gianni Sassi della Cramps.
È in questo periodo che Gianni Gitti e Oderso Rubini si incontrano con la direzione artistica della Ricordi (Mara Maionchi, Giampiero Scussel e Sergio Poggi), che, incuriosita dalle bizzarre e imprevedibili produzioni realizzate nel piccolo studio di via San Felice 21, [tra cui la folle versione di Nel blu dipinto di blu realizzata dal Confusional Quartet, Hello I Love degli Stupid Set, Bianca Surf di Johnson Righeira, NevadaGaz dei GazNevada,...] propone un contratto di distribuzione triennale con un anticipo sulle royalties che permise loro di trasformarsi in una vera casa discografica, passando dalle cassette al vinile.
La cooperativa Harpo's Bazaar organizzò poi il Bologna Rock, un evento che nell'aprile del 1979 radunò 6000 persone con gruppi musicali allora totalmente sconosciuti, quali: Bieki, Luti Chroma, Naphta, Cheaters, Rusk und brusk, Skiantos, Confusional Jazz rock Quartet, Windopen, Andy J. Forest, Metalvox, Gaznevada

### La Italian Records e l'Harpo's Studio
In seguito al notevole successo del Bologna Rock, Rubini fondò la Italian Records, che negli anni successivi produsse pregevoli opere di new wave italiana prima e di Italo disco poi.
L'Harpo's Studio continuò comunque la sua attività, producendo diverse opere tra cui Veronique Chalot, Ipnotico Tango, Art Fleury, The Stupid Set, Mess, Kirlian Camera e il movimento The Great Complotto.

## Discografia
| Anno | Interprete        | Titolo                    | Formato      |
| ---- | ----------------- | ------------------------- | ------------ |
| 1977 | Skiantos          | Inascoltable              | Musicassetta |
| 1978 | Luti Chroma       | Luti Chroma               | Musicassetta |
| 1978 | Skiantos          | MONO tono                 | LP           |
| 1979 | Windopen          | Wind Open Rock!           | Musicassetta |
| 1979 | Naphta            | Naphta                    | Musicassetta |
| 1979 | Gaznevada         | Gaznevada                 | Musicassetta |
| 1979 | Sorella Maldestra | Cadavere                  | Musicassetta |
| 1979 | AA.VV.            | Bologna Rock              | Musicassetta |
| 1982 | Veronique Chalot  | A L'Entrée Du Temps Clair | LP           |